# Max Haller (Politiker)

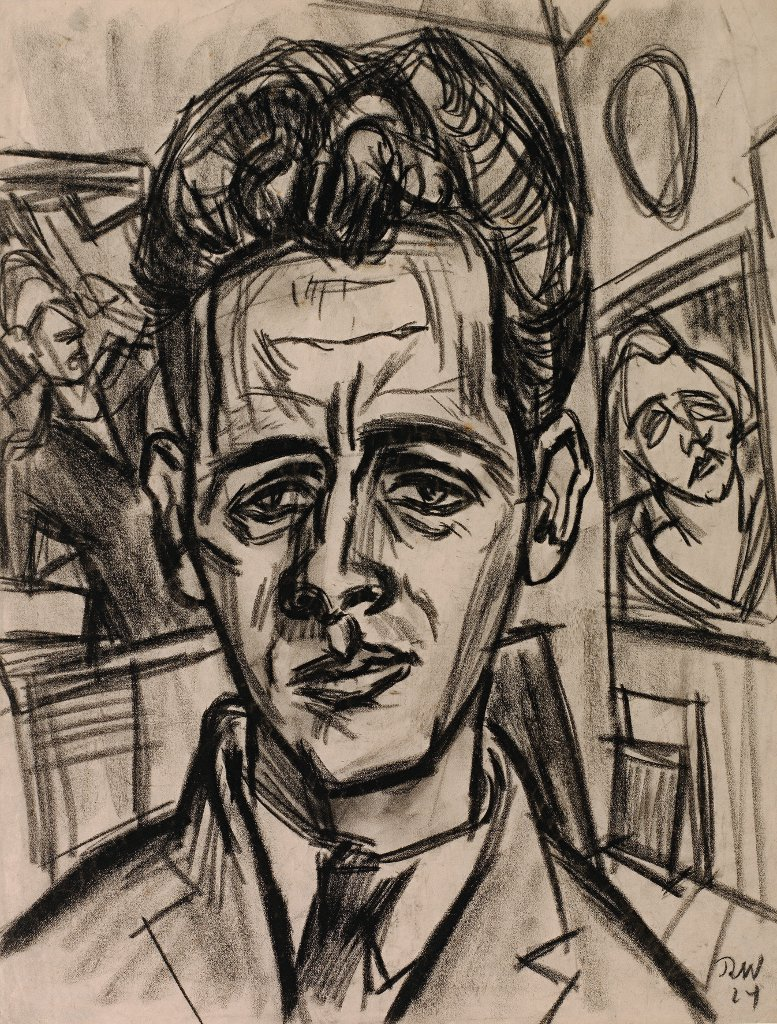
Rudolf Wacker: Max Haller im Atelier, 1924

Max Haller (* 13. Oktober 1895 in Bregenz; † 19. Juli 1971 ebenda) war ein österreichischer Politiker (KPÖ) und Bautechniker. Haller war im Jahr 1945 für die KPÖ Mitglied des Vorarlberger Landesausschußes.

## Leben und Wirken
Max Haller wurde am 13. Oktober 1895 als Sohn des Fabriksarbeiters Anton Haller und dessen Ehefrau Rosalia in der Vorarlberger Landeshauptstadt Bregenz geboren. Zunächst besuchte Haller die Volksschule und die Unterstufe eines Gymnasiums in seiner Heimatstadt, ehe er eine Lehre als Technischer Zeichner bei den Jenny & Schindler Elektrowerken begann. Im Jahr 1914 wanderte Max Haller nach Argentinien, wo er neben seinem Beruf als Gelegenheitsarbeiter und später Angestellter der Comp. Alemana Transatlantica de Electricidad auch Gasthörer an der Universität Buenos Aires wurde. Sechs Jahre später, im Jahr 1920, kehrte Haller nach Bregenz zurück und wurde als Techniker bei der Elektra Bregenz eingestellt. Als er 1924 seine Arbeit verlor, zog Max Haller kurzfristig nach München um, fand aber ein Jahr später bei den Vorarlberger Illwerken wieder eine Anstellung in Vorarlberg. Von 1928 bis 1930 war er daran anknüpfend Angestellter der Straßenbauleitung des Landes Vorarlberg. 1930 wurde er jedoch erneut arbeitslos.
Von 1933 bis 1937 gehörte der spätere Kommunist Haller zunächst der regierungstreuen Vaterländischen Front an. Während dieser Zeit wurde er 1934 kurzfristig wegen vermuteter „kommunistischer Umtriebe“ verhaftet, später aber aus Mangel an Beweisen freigelassen. Nach der Machtergreifung der Nationalsozialisten im Zuge des Anschluss Österreichs an das Deutsche Reich 1938 wurde Max Haller wieder kurz von der Gestapo verhaftet, kam aber recht schnell frei. Im selben Jahr übernahm er auch die Geschäftsführung des Unternehmens Vorarlberger Kiesbaggerei und Schotterwerke, Wocher und Co. Vom 23. bis zum 30. April 1945 befand sich Max Haller erneut in Gestapo-Haft in Bregenz.
Nach der Befreiung Österreichs durch die Alliierten wurde Haller als Mitglied der Kommunistischen Partei zunächst von 30. Mai bis 13. Juni 1945 Stadtrat für Bauwesen und Stadtwerke in Bregenz, anschließend bis zum 18. Dezember 1945 Vizebürgermeister der Stadt und danach bis zum 6. Juni 1947 wieder Stadtrat mit den Ressorts Bauwesen, Stadtplanung, Natur- und Denkmalpflege, Bücherei und Gärtnerei. Bis zum 20. April 1965 war Haller Mitglied der Bregenzer Stadtvertretung.
Seine wichtigste politische Funktion nahm Max Haller als Mitglied des provisorisch von der alliierten Besatzungsmacht eingesetzten Vorarlberger Landesausschusses ein. Zur Vertretung der kommunistischen Interessen wurde er vom 19. Oktober bis zum 10. Dezember 1945 als Mitglied ohne Geschäftsbereich in die Übergangsregierung unter deren Präsident Ulrich Ilg von der ÖVP bestellt. Ab 1945 war Haller auch Landesparteivorsitzender der KPÖ Vorarlberg. Nach seinem Tod im Jahr 1971 benannte seine Heimatstadt Bregenz eine Straße nach ihm, die „Max-Haller-Straße“.